# Ujazd Wielkopolski
Ujazd Wielkopolski – przystanek osobowy w Ujeździe, w gminie Grodzisk Wielkopolski, w powiecie grodziskim, w województwie wielkopolskim, w Polsce.
Został otwarty w 1901 roku razem z linią kolejową z Kościana do Grodziska Wielkopolskiego. W okresie okupacji niemieckiej nosił nazwę Schönaust. Jako przystanek funkcjonował w ruchu pasażerskim do 1961 r., później miał funkcje ładowni. W 1991 roku linia na której leży została zamknięta dla ruchu pasażerskiego. Dawny budynek stacyjny przeszedł gruntowny remont w 2018 r. Obecnie jest bazą stowarzyszenia Grodziska Kolej Drezynowa, która regularnie dba o przejezdność szlaku oraz obsługuje na odcinku od Kościana do Grodziska Wielkopolskiego turystyczny ruch drezynowy.